# Creme (forma farmacêutica)
Um creme é um óleo emulsionado em 60% a 80% de água, de modo a formar um líquido espesso ou um sólido mole, como os cremes antifúngicos. São preparações multifásicas constituídas por uma fase lipofílica e uma fase aquosa.
Sua forma farmacêutica é conhecida como emulsão, que é basicamente uma dispersão estável de duas fases que não se misturam, por meio de um agente tensoativo ou emulsificante. Cremes apresentam viscosidades maiores, caso contrário são chamados de loções. Ambos são a forma cosmética mais consumida. Existem inúmeros tipos de cremes disponíveis no mercado, voltados para as mais diversas finalidades. Um dos motivos mais recorrentes que levam à procura destes produtos é seu sensorial emoliente que parece trazer a impressão de hidratação quando aplicado na pele, apesar de muitos não possuírem tal comprovação científica.